# Lijst van geregistreerde aanduidingen voor Provinciale Statenverkiezingen (Drenthe)
Hieronder staat een lijst van geregistreerde aanduidingen voor Provinciale Statenverkiezingen in de Nederlandse provincie Drenthe.
Het stelsel dateert van 1989 (het jaar van inwerkingtreding van de Kieswet). De aanduidingen worden door het centraal stembureau van de provincie in een register ingeschreven; zij worden vervolgens gepubliceerd in de Staatscourant.
Een organisatie die een aanduiding heeft laten registreren in het landelijke register voor de Tweede Kamerverkiezingen is tevens gerechtigd met deze aanduiding zonder nadere registratie deel te nemen aan verkiezingen voor de Provinciale Staten.
Een organisatie die een aanduiding heeft laten registreren in het provinciale register is tevens gerechtigd met deze aanduiding zonder nadere registratie deel te nemen aan gemeenteraadsverkiezingen in die provincie.
Kleurcodering
-  is in de zittingsperiode 2019-2023 vertegenwoordigd in de Provinciale Staten van Drenthe;
-  is in het verleden vertegenwoordigd geweest in de Provinciale Staten;
-  heeft deelgenomen aan verkiezingen voor de Provinciale Staten zonder een zetel te behalen;
-  heeft niet deelgenomen aan verkiezingen voor de Provinciale Staten;[b]
-  is ingeschreven ná de laatst gehouden verkiezingen voor de Provinciale Staten.

| Registratie- nummer | Huidige of laatste aanduiding          | Vorige aanduiding(en)            | Ingeschreven     | Geschrapt        |
| ------------------- | -------------------------------------- | -------------------------------- | ---------------- | ---------------- |
| -                   | Onafhankelijke Partij Drenthe (O.P.D.) |                                  | voor 1991        | 20 december 2018 |
| -                   | Drentse Ouderenpartijen (D.O.P.)       |                                  | voor 1999        | 16 mei 2011      |
| -                   | Drents Belang                          |                                  | voor 2003        | 16 mei 2011      |
| -                   | Actief Drenthe                         |                                  | voor 2007        | 16 mei 2011      |
| -                   | Partij voor het Noorden                |                                  | voor 2007        | 7 april 2015     |
| -                   | Solidara                               |                                  | 7 december 2010  | 30 december 2013 |
| -                   | StemNL                                 |                                  | 23 december 2014 | 7 april 2015     |
| -                   | Senioren Belang Noord                  |                                  | 23 december 2014 | 20 december 2018 |
| 1                   | Sterk Lokaal Drenthe                   | STERK LOKAAL (tot december 2022) | 23 december 2014 |                  |
| 2                   | Onafhankelijke Partij Drenthe          |                                  | 27 december 2018 |                  |
| 3                   | Senioren Belang                        |                                  | 27 december 2018 |                  |
| 4                   | Drentse Ouderenpartij (DOP)            |                                  | 15 december 2022 |                  |
| 5                   | Alliantie                              |                                  | 15 december 2022 |                  |